# St. Mary's (Alaska)
St. Mary's és una concentració de població designada pel cens dels Estats Units a l'estat d'Alaska. Segons el cens del 2000 tenia 500 habitants.

## Demografia
Segons el cens del 2000, St. Mary's tenia 500 habitants, 137 habitatges, i 90 famílies La densitat de població era de 4,4 habitants/km².
Dels 137 habitatges en un 45,3% hi vivien nens de menys de 18 anys, en un 40,9% hi vivien parelles casades, en un 17,5% dones solteres, i en un 34,3% no eren unitats familiars. En el 28,5% dels habitatges hi vivien persones soles el 2,2% de les quals corresponia a persones de 65 anys o més que vivien soles. El nombre mitjà de persones vivint en cada habitatge era de 3,58 i el nombre mitjà de persones que vivien en cada família era de 4,6.
Per edats la població es repartia de la següent manera: un 39,6% tenia menys de 18 anys, un 8,6% entre 18 i 24, un 30,4% entre 25 i 44, un 15% de 45 a 60 i un 6,4% 65 anys o més.
L'edat mediana era de 26 anys. Per cada 100 dones de 18 o més anys hi havia 111,2 homes.
La renda mediana per habitatge era de 39.375 $ i la renda mediana per família de 31.875 $. Els homes tenien una renda mediana de 35.313 $ mentre que les dones 22.250 $. La renda per capita de la població era de 15.837 $. Aproximadament el 21,5% de les famílies i el 20,4% de la població estaven per davall del llindar de pobresa.

## Poblacions més properes
El següent diagrama mostra les poblacions més properes.